# Huis Partecipazio

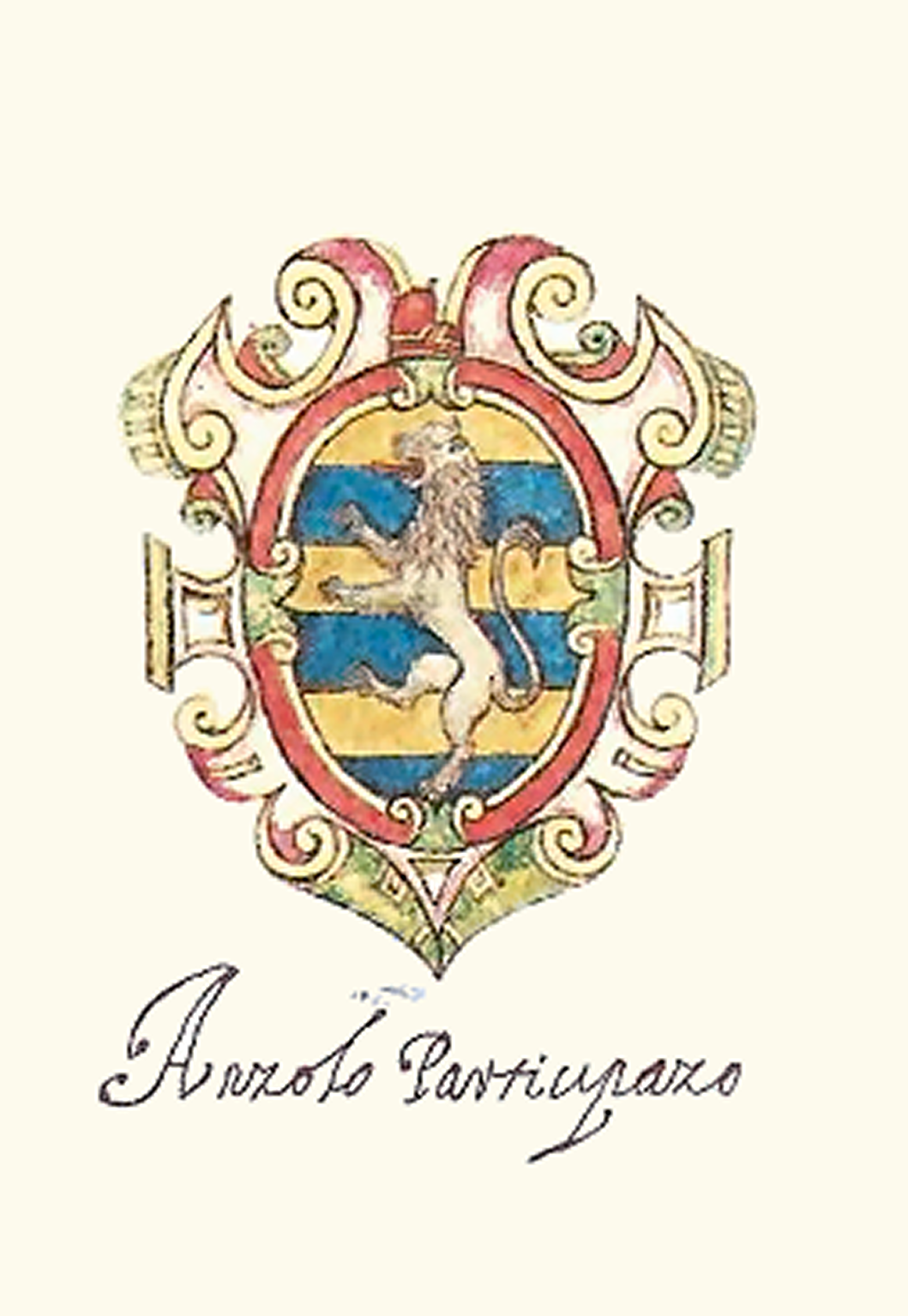
Wapenschild van de stamvader, doge Angelo Partecipazio

Het huis Partecipazio was een patriciërsfamilie van de republiek Venetië in de 9e en 10e eeuw. Andere schrijfwijzen zijn Partecipazi, Parteciaci, Particiaci. Zij drukten hun stempel op de ontwikkeling van Venetië in de vroege middeleeuwen.

## Historiek
De familie had haar oorsprong in Eraclea, nabij Venetië. Het huis Partecipazio leverde zeven doges of verkozen hertogen van Venetië in de 9e en 10e eeuw. De stamvader was Angelo Partecipazio die regeerde van 809 tot 827; zijn 17-jarig bewind was een van de langste in de geschiedenis van de Republiek Venetië. Andere leden van de familie waren mede-doge of co-dux, volkstribuun of patriarch van Grado.
Zij verhuisden de doge-residentie van de wijk Malamocco naar het eiland Rialto. Rialto werd de kern van het middeleeuwse Venetië. Zij waren de bouwers van het eerste dogepaleis van Venetië (9e eeuw).
Politiek was het Huis Partecipazio sterk Byzantijns gericht; de Republiek Venetië maakte deel uit van het Byzantijnse Rijk en de familie Partecipazio steunde hun suzerein, de keizer van Byzantium. Tevens waren ze handig genoeg om een autonome koers te varen. Het Huis Partecipazio was alleszins tegen de Karolingen en het machtige Frankenrijk aan hun grenzen, vanaf 945 was dit het Oost-Frankische markgraafschap Verona.
Kerkelijk steunden zij het patriarchaat van Grado, waarover ze zoveel mogelijk controle wilden nemen.
Giustiniano Partecipazio liet de relikwieën van de evangelist Marcus overbrengen van het patriarchaat van Alexandrië (Egypte) naar Venetië. Hierover werden later vele verhalen verteld. Het prestige van Venetië zou later toenemen door de relikwieën. Bovendien werd de leeuw, symbool van Marcus, het wapenschild van Venetië. Het Huis Partecipazio bouwde de eerste San Marco basiliek (9e eeuw). Het oude kerkje van de heilige Theodorus en de verering van Theodorus in Venetië werden verwaarloosd.
Zij bouwden ook de kerk van San Zaccaria, de abij van Sant’Ilario en de cappella di San Teodoro. Deze kapel was het enige dat nog diende voor de Theodorus verering.